# 小倉新司
小倉 新司（おぐら しんじ、1944年8月28日 - ）は、日本の陸上競技選手、指導者である。現役時代の専門は短距離走・走幅跳。

## 来歴
順天堂大学では山田宏臣の後輩だった。1968年に大学を卒業して、岐阜県で教職に就いた。1968年当時は岐阜県立岐阜北高等学校に在職していた。
1968年メキシコシティーオリンピックに走幅跳と男子4×100mリレーの2競技に出場した。日本陸上競技選手権大会の男子走幅跳では、1969年から1971年及び1973年の計4回優勝している。1970年アジア競技大会（バンコク）では走幅跳に優勝した。走幅跳の自己記録は7m90cm。
2009年12月現在は岐阜経済大学の陸上競技部総監督であり、また同大学の経営学部客員教授を務める。